# Upplands runinskrifter 733
Upplands runinskrifter 733 är en försvunnen vikingatida runsten som funnits i Hässleby, Villberga socken och Enköpings kommun. Ristningen är signerad av Tidkume.

## Inskriften
Translitterering av runraden:
[(þ)(i)(l)stan : lit : ris... ... ...n : sun : sin : kuþan : tiþkumi : hink]
Normalisering till runsvenska:
Þorstæinn(?) let ræis[a] ... ..., sun sinn goðan. Tiðkumi hiogg.
Översättning till nusvenska:
Torsten(?) lät resa ..., sin gode son. Tidkume högg.